# Mira Marcinów
Mira Marcinów (ur. 19 marca 1985 w Szczecinku) – polska pisarka i filozofka, doktor nauk humanistycznych w zakresie psychologii Uniwersytetu Jagiellońskiego, adiunkt w Instytucie Filozofii i Socjologii Polskiej Akademii Nauk. Laureatka Paszportu „Polityki” 2020 w dziedzinie literatury. Nominowana do Nagrody Literackiej „Nike” 2021.

## Życiorys
Studiowała na Międzywydziałowych Indywidualnych Studiach Humanistycznych Uniwersytetu Jagiellońskiego w Krakowie. Absolwentka studiów magisterskich z filozofii oraz z psychologii. Doktorat obroniła na Wydziale Filozoficznym w Instytucie Psychologii. Pracuje w Zakładzie Logiki i Kognitywistyki w Instytucie Filozofii i Socjologii PAN. Współzałożycielka i kierowniczka Ośrodka Myśli Psychoanalitycznej IFiS PAN. Wykładała na Uniwersytecie SWPS w Warszawie oraz na Uniwersytecie Jagiellońskim. Laureatka Nagrody Premiera za rozprawę doktorską, stypendium Ministerstwa Nauki i Szkolnictwa Wyższego, Funduszu im. Adama Krzyżanowskiego i Nagrody Jerzego Perzanowskiego oraz Stypendium naukowego dla wybitnych młodych naukowców (2018). Nominowana do Poznańskiej Nagrody Literackiej – Stypendium im. S. Barańczaka (2019). Finalistka Nagrody Naukowej „Polityki” (2019). Inicjatorka „Radia Głosy”. Współorganizatorka Otwartych Seminariów Filozoficzno-Psychiatrycznych. Autorka tekstów m.in. na temat dziejów polskiej psychiatrii, melancholii, historii idei, szaleństwa literackiego, tańca, a także psychopatologii zwierząt. Zajmuje się filozofią psychiatrii i teorią szaleństwa, ze szczególnym uwzględnieniem polskiego dziedzictwa. 

## Książki
- Mira Marcinów: Na krawędzi wolności: szaleństwo jako wybór w filozofii Henryka Struvego. Kraków: Wydawnictwo Uniwersytetu Jagiellońskiego, 2012. ISBN 978-83-233-3384-5. OCLC 823716021. Brak numerów stron w książce
- Mira Marcinów: Historia polskiego szaleństwa. Tom 1, Słońce wśród czarnego nieba. Studium melancholii. T. 1. Gdańsk: Słowo/obraz terytoria, 2017. ISBN 978-83-7908-097-7. OCLC 1055853192. Brak numerów stron w książce
- Mira Marcinów, Bartłomiej Dobroczyński: Niezabliźniona rana Narcyza: dyptyk o nieświadomości i początkach polskiej psychoanalizy. Kraków: Towarzystwo Autorów i Wydawców Prac Naukowych „Universitas”, 2018-10-24. ISBN 978-83-242-3469-1. OCLC 1089170991. Brak numerów stron w książce
- Mira Marcinów, Bezmatek, Wołowiec: Wydawnictwo Czarne, 2020. ISBN 978-83-8191-025-5.